# Roland Fischnaller (narciarz)
Roland Fischnaller (ur. 14 czerwca 1975 w Villnöß) – włoski narciarz alpejski. Zajął 17. miejsce w zjeździe i supergigancie na igrzyskach w Salt Lake City w 2002 r. Zajął też 27. miejsce w supergigancie na mistrzostwach świata w Sankt Moritz w 2003 r. Najlepsze wyniki w Pucharze Świata osiągnął w sezonie 2000/2001, kiedy to zajął 53. miejsce w klasyfikacji generalnej.

## Sukcesy

### Puchar Świata

#### Miejsca w klasyfikacji generalnej
- 1999/2000 – 117.
- 2000/2001 – 53.
- 2001/2002 – 61.
- 2002/2003 – 80.
- 2003/2004 – 66.
- 2004/2005 – 128.
- 2005/2006 – 92.
- 2006/2007 – 100.
- 2007/2008 – 142.

#### Miejsca na podium
1. Val d’Isère – 16 grudnia 2000 (zjazd) – 3. miejsce